# Walther Bulst
Walther Bulst (* 12. April 1899 in Karlsruhe; † 12. September 1986 in Heidelberg) war ein deutscher Mittellateinischer Philologe.

## Leben
Walther Bulst studierte nach dem Wehrdienst im Ersten Weltkrieg ab 1919 Germanistik, Geschichte, Literaturgeschichte, Kunstgeschichte und Philosophie in Heidelberg, Freiburg im Breisgau und München mit der Promotion in Heidelberg 1929 (Datum der Urkunde 1934). Seit 1930 war er als wissenschaftlicher Hilfsarbeiter an der Universitätsbibliothek Göttingen tätig. 1936 wurde er wissenschaftlicher Hilfsarbeiter an der Preußischen Staatsbibliothek in Berlin und ab 1941 dort Schriftleiter des Deutschen Gesamtkatalogs. 1944/45 war er Soldat und geriet in Gefangenschaft. Ab 1945 unterrichtete er Latein an der Universität Heidelberg und erhielt 1949 die Venia legendi für lateinische Philologie des Mittelalters und wurde Diätendozent. Von 1945 bis 1949 war er hauptberuflich Mitarbeiter im Universitätsverlag Carl Winter in Heidelberg, der die Reihe Editiones Heidelbergenses – Heidelberger Ausgaben zur Geistes- und Kulturgeschichte des Abendlandes verlegte. 1952 wurde er Dozent, 1953 außerordentlicher Professor und 1958 ordentlicher Professor. 1957 war er Gründungsdirektor des Seminars für lateinische Philologie des Mittelalters in Heidelberg. 1967 wurde er emeritiert.
Seit 1957 war er Mitglied der Heidelberger Akademie der Wissenschaften.
Er war seit 1932 mit der Mittelalterhistorikerin Marie Luise Bulst-Thiele verheiratet, mit der er auch zusammenarbeitete. Mit ihr hatte er vier Söhne, darunter Neithard Bulst (* 1941), Geschichtsprofessor in Bielefeld.

## Schriften (Auswahl)
- Wörterbuch zu den Liedern Reinmars des Alten.Südhannoversche Druck- u. Verlags-Anstalt, Göttingen-Reinhausen 1934 (Dissertation).
- Langobardische Königsgeschichten. Eugen Diederichs, Leipzig 1927.
- Über die mittlere Latinität des Abendlandes. Winter, Heidelberg 1946.
- Die ältere Wormser Briefsammlung (= Monumenta Germaniae Historica. Briefe der deutschen Kaiserzeit. Band 3). Böhlau, Weimar 1949 (Digitalisat).
- Hymni Latini antiquissimi LXXV psalmi III. Winter, Heidelberg 1956
- Carmina Leodiensia (= Sitzungsberichte der Heidelberger Akademie der Wissenschaften. Philosophisch-historische Klasse Jg. 1975, 1. Abhandlung). Winter, Heidelberg 1975.
- Lateinisches Mittelalter. Gesammelte Beiträge. Herausgegeben von Walter Berschin (= Sitzungsberichte der Heidelberger Akademie der Wissenschaften. Philosophisch-historische Klasse Jg. 1984, 3. Abhandlung). Winter, Heidelberg 1984, ISBN 3-533-03489-5

Herausgeber
- Die Kaiserchronik. Jena 1926
- Die Kaiserchronik. Band 2: Crescentia: nach dem Vorauer Text. Heidelberg 1947
- Carmina Cantabrigiensia. Winter, Heidelberg 1950
- mit Marie Luise Bulst-Thiele: Theodericus, Libellus de locis sanctis, Heidelberg: Winter 1976 (Bericht eines deutschen Geistlichen Theoderich über eine Pilgerreise ins Heilige Land, um 1172)
- Marbod von Rennes, Liber decem capitulorum. Winter, Heidelberg 1947
- mit Marie Luise Bulst-Thiele: Hilarii Aurelianensis Versus et ludi. Brill, Leiden 1989